# Resolución 15 del Consejo de Seguridad de las Naciones Unidas
La resolución 15 del Consejo de Seguridad de las Naciones Unidas fue aprobada de forma unánime el 19 de diciembre de 1946, en la que se establecía una comisión para investigar la naturaleza y recomendar una solución a las supuestas violaciones fronterizas a lo largo de los límites de Grecia, Albania, Bulgaria y Yugoslavia. La comisión debía de llegar a la zona no más tarde del 15 de enero de 1947 y preparar un informe para el Consejo de Seguridad tan pronto como fuese posible.